# ラジオ塔

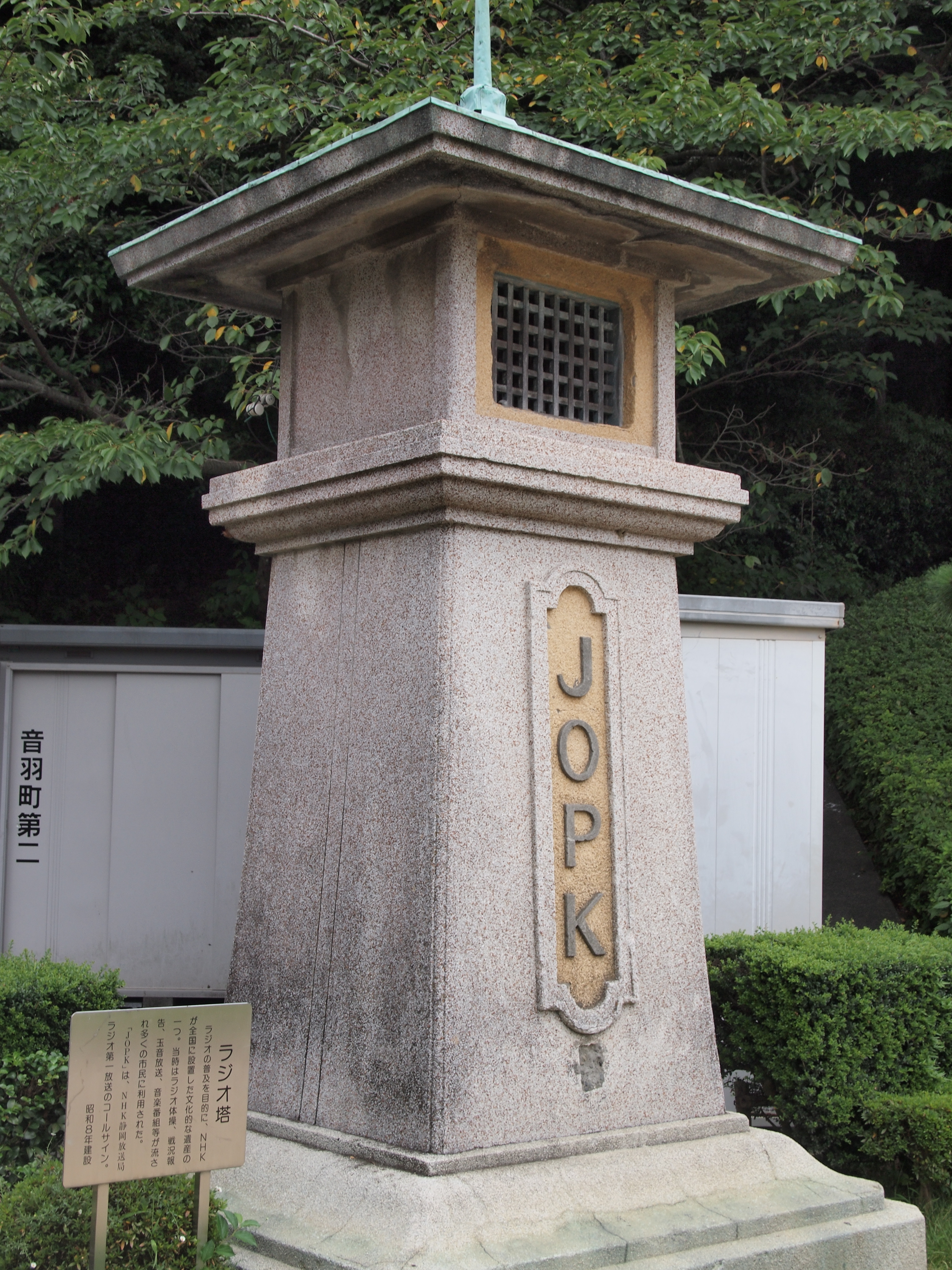
清水山公園（静岡市葵区）に残るラジオ塔

ラジオ塔（ラジオとう 旧仮名表記：ラヂオ塔）とは、放送事業者がラジオの普及を目的に、公衆にラジオ放送を聞かせるため、公園などの公共空間に設置した、ラジオ受信機を内部に収めた塔である。

## 構造
素材は、木造、石造または鉄筋コンクリート造で、高さは約3メートルから5メートル、幅・奥行きは1.5メートル程度のサイズで建造された。ラジオ受信機本体を塔内の空洞に収納する型や、側面にスピーカー、外側にスイッチを配置している組み込み型があった。この型では、「放送が十分間流れたあと、自動的に電源が切れる仕掛けになっていた」。

## 歴史
ラジオ塔の起源は定かではないが、1926年（大正15年）3月20日から5月31日まで大阪市で開催された電気大博覧会第一会場において、「ラヂオ塔」が設置された記録がある。また、同年7月1日から8月20日まで岡崎公園 (京都市)で開催された皇孫御誕生記念こども博覧会（大阪毎日新聞社主催）では、現在の京都市勧業館の位置にあった本館の屋上と中庭の2か所に「ラヂオ塔」が、本館から二条通を隔てて北東にあった第二会場に「大ラヂオ塔」がそれぞれ設置され、大拡声器をもって大阪放送局の無線電話を刻々に伝えることに成功した。
常設のラジオ塔は、社団法人大阪放送局を継承した社団法人日本放送協会（NHK）大阪中央放送局が1930年（昭和5年）6月15日、大阪市の天王寺公園旧音楽堂跡に初めて設置した。正式名称は「公衆用聴取施設」である。
大阪中央放送局はこれ以前から、ラジオの加入者数の増加と解約者数の抑制を目的に、数々の施策を積極的に実施していた。加入者への戸別訪問によるアンケートの他、受信機器の普及・維持のための講習会や無料相談所を開設した。さらにプロモーション映画の製作と上映や、電車の車内広告・新聞などを利用して番組の告知なども行った。そうした多くのプロモーション活動の中で最も効果的であるとされたのが、都市部の公園での拡声器の臨時設置によるラジオ放送であった。
1930年（昭和5年）3月、大阪中央放送局は「一般ノラヂオ知識ノ普及ヲ図」り「民衆ニ対スル教化、慰安、報道ノ使命ヲ如実ニ示」す事を理由に大阪市にラジオ塔の寄付を申請し、受理された。大阪市側も天王寺公園の音楽堂を撤去し、ラジオ塔設置場所周辺の整備を行うなどして協力した。それまでの公園などでのプロモーション活動では、臨時に設置した拡声器で放送局側が選んだ特定の番組を市民に聴取させていたが、この天王寺公園のラジオ塔は常設であり、聴取者が聞きたいときに聞けたことが、それまでの屋外でのラジオ放送と異なっていた。
天王寺公園のラジオ塔は好評で、甲子園で行われた全国中等学校野球大会の実況中継は特に人気を集めた。
1931年（昭和6年）には奈良市の奈良公園や神戸市の湊川公園に、1932年（昭和7年）には京都市の円山公園に設置され、市民がいつでも自由にラジオが聴ける環境が整備されていった。同年、ラジオ受信契約数が100万件を突破したことを機に、その記念事業の一つとしてラジオ塔を全国の公園等に50基建設することを計画。こうしてラジオ塔は近畿地方以外へも普及していった。
1937年（昭和12年）の支那事変以降、政府はラジオを国民に重要事項を必聴させるためのメディアとして重要視し、「一戸一受信機」キャンペーンと共にラジオ塔建設が進めていった。その結果1943年（昭和18年）までに、全国の公園、寺社、学校など450箇所以上に整備された（後述）。NHKの寄付によって設置される例のほか、地元の有志の出資によって設置された例があった。またNHKは、ラジオ塔の設置と並行して、鉄道省の主要駅構内にラジオ放送設備の設置を行った。
NHK設置のラジオ塔は、ラジオ体操やスポーツ中継放送の際に広く用いられたとされる。
民間放送開始後の1955年（昭和30年）7月16日には、信越放送が上田城跡公園にラジオ塔を設置している。
各家庭にラジオ受信機が普及したことで、次第に利用されなくなり、放置されたり、撤去されたりする例が相次いだが、現存しているものについては文化財として保全・活用する事例が出てきている。

## 外地での設置状況
日本政府・軍は外地住民に対して放送によってプロパガンダをおこなうため、各地にラジオ塔を建設した。1934年（昭和9年）8月、台湾放送協会により台北新公園広場に台湾初のラジオ塔が建設された。1939年（昭和14年）には、満州に20基のラジオ塔が設置された。さらに南方だけで合計600基以上ものラジオ塔を設置する計画が立てられた。インドネシア・ジャワ島では人口1万人に1基を想定し、1944年（昭和19年）2月時点で1500基ものラジオ塔を建設したとされる。またセレベス島・ボルネオ島の海軍担当地域では130基以上を建設した。一方フィリピンでは、コレヒドール島を拠点に日本軍に抵抗を続けるアメリカ・フィリピン軍が、短波ラジオで対日・対比放送を行っていたため、日本軍の命令で住民所有の受信機から短波帯の切断を実施。代わって市場などにラジオ塔を設置した。
この他、海南島、樺太にもラジオ塔が建設された。

## ラジオ塔の所在地一覧
NHKのラジオ塔の所在地・設置年は日本放送協会（編）『ラヂオ年鑑』『ラジオ年鑑』によった。『ラヂオ年鑑』『ラジオ年鑑』における所在地の記載は誤記が多いとみられているが、明らかな誤り以外は修正せずそのまま引用している。自治体名は現時点のもの。
設置先の施設・土地自体が現存しない例や、計画のみで設置にいたらなかったかもしれない例も含む。
現存する、または復元されたものについては★を付す。これらは、形態のみのものがほとんどであり、中波（AMラジオ）放送の受信と拡声という本来の機能まで維持されているものは少ない。活用例については各箇条書き項目に特記。
設置当初のものは現存しないが設備としてのラジオ塔が依然利用されている例については■を付す。

### 北海道
1932年（昭和7年）設置
- 大通公園〔1基目・西3丁目〕（札幌市中央区）
- 東川ラジオ塔（北海道函館市）[40] - 1934年（昭和9年）に焼失[2]。
- 常磐公園（北海道旭川市）

1933年（昭和8年）設置
- 中島公園（札幌市中央区）[35]

1936年（昭和11年）設置
- 円山公園（札幌市中央区）

1938年（昭和13年）設置
- 函館公園（北海道函館市）

1940年（昭和15年）設置
- 小樽公園（北海道小樽市）
- 函館駅前（北海道函館市）
- 新川町共愛館前（北海道函館市）
- 大沼公園ラジオ塔（北海道亀田郡七飯町）[41]
- 釧路市役所前（北海道釧路市）
- 幣舞橋詰（北海道釧路市）
- 6条通10丁目集会場（北海道旭川市）
- 野付牛公園（北海道北見市）
- 苫小牧町役場前（北海道苫小牧市）
- 浦河町役場前（北海道浦河郡浦河町）
- 帯広駅前（北海道帯広市）
- 岩見沢駅構内（北海道岩見沢市）
- 根室町公会堂前（北海道根室市）
- 深川駅前（北海道深川市）
- 青葉ヶ丘公園（北海道茅部郡森町）
- 網走ラジオ塔（北海道網走市）[42]
- 厚岸ラジオ塔（北海道厚岸郡厚岸町）[43]
- 名寄駅前（北海道名寄市）
- 留萌ラジオ塔（北海道留萌市）[44]
- 江別神社（北海道江別市）
- 瀬棚ラジオ塔（北海道久遠郡せたな町）[45]
- 江差ラジオ塔（北海道檜山郡江差町）[46]
- 登別温泉ラジオ塔（北海道登別市）[47]
- 稚内ラジオ塔（北海道稚内市）[48]

1941年（昭和16年）設置
- 水天宮（北海道小樽市）
- 室蘭駅前（北海道室蘭市）
- 輪西駅前（北海道室蘭市）
- 富良野ラジオ塔（北海道富良野市）[49]

設置時期不明
- 大通公園〔2基目・西9丁目〕（札幌市中央区）
- 山鼻公園（札幌市中央区）
- 登川橋詰（北海道余市郡余市町）
- 五稜郭史跡館前（北海道函館市）
- 湯倉神社（北海道函館市）
- 新川町第三公園（北海道函館市）
- 南浜町埠頭（北海道小樽市）
- 帯広神社 依田勉三像前（北海道帯広市）
- 八雲駅前（北海道二海郡八雲町）
- 洞爺湖温泉ラジオ塔（北海道虻田郡洞爺湖町）[50]
- 弟子屈ラジオ塔（北海道川上郡弟子屈町）[51]

### 東北
1932年（昭和7年）設置
- 岩手県物産館前（盛岡市）
- 千秋公園（秋田市）
- 雁島公園（山形市）
- 福島市中央公園（福島市）

1939年（昭和14年）設置
- 合浦公園（青森市）
- 聖徳公園（青森市）
- 弘前公園（青森県弘前市）
- 三八城公園（青森県八戸市）
- 岩手公園（盛岡市）
- 宮古町役場前（岩手県宮古市）
- 一関町役場前（岩手県一関市）
- 桜ヶ岡公園（仙台市青葉区）
- 霊屋下（おたまやした）ラジオ塔（仙台市青葉区）[52]
- 益岡公園（宮城県白石市）[53]
- 竹駒神社（宮城県岩沼市）
- 土崎公園（秋田市）
- 大館郵便局前（秋田県大館市）
- 能代公園（秋田県能代市）
- 上杉神社（山形県米沢市）
- 鶴岡公園（山形県鶴岡市）
- 日和山公園（山形県酒田市）
- 上山ラジオ塔（山形県上山市）[54]
- 紅葉山公園（福島市）
- 若松市物産陳列所前（福島県会津若松市）
- 安積国造神社（福島県郡山市）
- 磐城平城（福島県いわき市）
- 白河ラジオ塔（福島県白河市）[55]
- 二本松神社（福島県二本松市）
- 三島神社（福島県南相馬市）
- 妙林寺（福島県須賀川市）

1940年（昭和15年）設置
- 浅瀬石村立浅瀬石国民学校（青森県黒石市）
- 弘前市立致遠国民学校（青森県弘前市）[56]
- 中川村役場前（青森県五所川原市）
- 大畑町役場前（青森県むつ市）
- 稲庭国民学校（秋田県湯沢市）
- 矢島町役場前（秋田県由利本荘市）
- 船川郵便局前（秋田県男鹿市）
- 花輪町公会堂前（秋田県鹿角市）
- 鷹巣町公会堂前（秋田県北秋田市）
- 馬陵公園（福島県相馬市）[57]
- 三春町役場前（福島県田村郡三春町）

設置時期不明
- 釜石市役所前（岩手県釜石市）
- 丸森郵便局前（宮城県伊具郡丸森町）
- 築館町役場前（宮城県栗原市）
- 若柳ラジオ塔（宮城県栗原市）[58]
- 佐沼町役場前（宮城県登米市）
- 古川ラジオ塔（宮城県大崎市）[59]
- 宮城電鉄石巻駅前（宮城県石巻市）
- 角田町役場前（宮城県角田市）
- 松島ラジオ塔（宮城県 所在自治体不明）[60]
- 山形県護国神社（山形市）
- 山形市第二公園（山形市）
- 米沢市物産陳列所前（山形県米沢市）
- 谷地町役場前（山形県西村山郡河北町）[61]
- 新荘護国神社（山形県新庄市）
- 松ヶ池公園（山形県長井市）
- 石川町立石川国民学校前（福島県石川郡石川町）
- 本宮ラジオ塔（福島県本宮市）[62]
- 高田公園（福島県大沼郡会津美里町）[63]
- 小名浜町営魚市場場外（福島県いわき市）

### 関東
1932年（昭和7年）設置
- 隅田公園（東京都台東区）[64][65]
- ★野毛山公園（横浜市西区） - 現存[66][67]

1933年（昭和8年）設置
- ★前橋公園るなぱあく（前橋市） - 現存。登録有形文化財[68][69][67]

1934年（昭和9年）設置
- 移動ラジオ塔 - 『ラヂオ年鑑 昭和8年版』に「必要に応じ各所へ臨時移動設置せむとする」計画が記述され、『ラヂオ年鑑 昭和9年版』以降の直轄管内欄に「移動用」と記載されている

1937年（昭和12年）設置
- 愛宕公園（東京都港区）
- 佐久間公園（東京都千代田区）

1938年（昭和13年）設置
- 大島公園（東京都大島支庁大島町）
- ★聖蹟公園（東京都品川区） - 現存[67]
- 新井薬師（東京都中野区）

1940年（昭和15年）設置
- 保和苑（水戸市）
- 弁天池公園（茨城県日立市）
- 二荒神社（宇都宮市）
- 栃木市第二公園（栃木県栃木市）
- 桐生が岡公園（群馬県桐生市）
- 高崎公園（群馬県高崎市）
- ★調公園（つきのみやこうえん、さいたま市浦和区）[70] - 現存[67]
- ★川越市営初雁公園野球場（埼玉県川越市）[71] - 現存[67]
- 千葉神社（千葉市中央区）
- 成田山新勝寺（千葉県成田市）
- 日比谷公園（東京都千代田区）
- 鶴岡八幡宮（神奈川県鎌倉市）

設置時期不明
- 佐野町役場前（栃木県佐野市）
- 足利公園（栃木県足利市）
- 松山町営運動場（埼玉県東松山市）

### 北陸・甲信越
1932年（昭和7年）設置
- ★白山公園（新潟市中央区） - 現存[72][67]・機能復元[6]

1933年（昭和8年）設置
- ★兼六園（金沢市） - 現存[73][67][74]
- 佐佳枝廼社（福井市）
- 城山公園（長野市）[27]

1937年（昭和12年）設置
- 甲府市遊亀公園（甲府市）

1940年（昭和15年）設置
- 大日本武徳会新潟支部長岡支所武徳殿（新潟県長岡市）
- 移動ラジオ塔（富山放送局）
- 富山城址公園（富山市）
- 高岡古城公園（富山県高岡市）
- 伏木港埠頭（富山県高岡市）
- 卯辰山公園（金沢市）
- 輪島町役場前（石川県輪島市）
- ★芦城公園（石川県小松市） - 現存[74][67]
- 山中温泉 総湯前（石川県加賀市）
- 氷川神社（福井県坂井市）
- 霞ヶ城公園（福井県坂井市）
- 敦賀市役所前（福井県敦賀市）
- 松本城公園（長野県松本市）
- 飯田駅前（長野県飯田市）
- 片倉館前（長野県諏訪市）

1955年（昭和30年）設置
- ★上田城跡公園（長野県上田市 SBCによる設置、後述のNHKのものの引き継ぎか別設置かは不明）[25] - 現存[26][27]

設置時期不明
- 松任城（石川県白山市）
- 小浜海浜公園（福井県小浜市）
- 小諸城址懐古園（長野県小諸市）
- 上田ラジオ塔[75]（長野県上田市 NHKによる設置、前述のSBCのものと同一か別設置かは不明）[27]
- 岡谷市役所（長野県岡谷市）

### 東海
1932年（昭和7年）設置
- 岐阜公園（岐阜市）
- ★清水山公園（静岡市葵区）[76] - 現存[67]

1933年（昭和8年）設置
- 鶴舞公園（名古屋市昭和区）[77]

1940年（昭和15年）設置
- 城山公園（岐阜県高山市）
- 静岡市公会堂前（静岡市葵区）
- 清水ラジオ塔（静岡市清水区）[78]
- 五社神社（浜松市中央区）
- 笠覆寺（名古屋市南区）
- ★道徳公園（名古屋市南区）[77] - 基礎のみ現存[67]
- 真宗大谷派名古屋別院（名古屋市中区）
- 南久屋公園（名古屋市中区）[77]
- 上名古屋公園（名古屋市西区）[77]
- 深川神社（愛知県瀬戸市）
- 豊橋市公会堂前（愛知県豊橋市）
- 新舞子海岸（愛知県知多市）
- 津観音（津市）
- 松阪公園（三重県松阪市）

1942年（昭和17年）設置
- ★志賀公園（名古屋市北区）[77] - 現存[79][80][67][81]
- ★松葉公園（名古屋市中川区）[82][77] - 現存[67][83]

設置時期不明
- 金公園（岐阜市）
- 大垣公園（岐阜県大垣市）
- 多治見ラジオ塔（岐阜県多治見市）[84]
- ★中村公園（名古屋市中村区）[82][77] - 現存[67][85]
- 諏訪公園（三重県四日市市）
- 菅原神社（三重県伊賀市）
- 九華公園（三重県桑名市）
- 宇治山田市公会堂前（三重県伊勢市）

### 近畿
1930年（昭和5年）設置
- 天王寺公園（大阪市天王寺区）

1931年（昭和6年）設置
- 湊川公園（神戸市兵庫区）
- 奈良公園 猿沢池畔（奈良市）

1932年（昭和7年）設置
- ★円山公園（京都市東山区） - 現存[86][67]

1933年（昭和8年）設置
- ■住吉公園（大阪市住吉区） - 1993年（平成5年）に建て替えられた。放送機能はひきつづき維持されている[6][87][88]。
- ★大浜公園（堺市堺区） - 現存[67]。実物が大浜プール南側にあるほか、2011年（平成23年）、公園内の市民広場にレプリカを設置し機能を復元[6][89]。
- 和歌山城公園（和歌山市）

1935年（昭和10年）設置
- ★船岡山公園（京都市北区） - 現存・機能復元[7][90][67]

1937年（昭和12年）設置
- 庄下川畔公園（兵庫県尼崎市）
- ★中崎遊園地（兵庫県明石市） - 現存[67]。登録有形文化財 [91][92]。

1938年（昭和13年）設置
- ★大阪城公園（大阪市中央区）[93] - 現存[94][67]
- 姫路公園（兵庫県姫路市）

1939年（昭和14年）設置
- 長等公園（大津市）
- 石山寺（大津市）
- 滋賀縣護國神社（滋賀県彦根市）
- 豊公園（滋賀県長浜市）
- ★橘公園（京都市上京区） - 現存[95][67]
- 小坂公園（京都市下京区）
- 二条公園（京都市上京区）
- ★八瀬ラジオ塔（京都市左京区、ケーブル八瀬駅付近）[96] - 現存[7][67]
- 舞鶴公園（京都府舞鶴市）
- 御霊神社（京都府福知山市）
- 天橋立ラジオ塔（京都府宮津市）[97]
- 十三公園（大阪市淀川区）
- 此花公園（大阪市此花区）
- 西九条公園（大阪市此花区）
- 城北公園（大阪市旭区）
- 森小路公園（大阪市旭区）
- 真田山公園（大阪市天王寺区）
- 上六公園（大阪市天王寺区）
- 桃ヶ池公園（大阪市阿倍野区）
- 万代池公園（大阪市住吉区）
- 平野公園（大阪市平野区）
- ★箕面公園 → 瀧安寺（大阪府箕面市）[67] - 現存
- ★大和公園（大阪府東大阪市）[98] - 現存[67]。「大阪中央放送局」と彫られた竣工記念碑とともに現存する[99]。仮設ラジオを用いて共聴活動を復刻[100]。
- 元岸和田市役所跡空き地〔当時〕（大阪府岸和田市）
- ★大曽公園（大阪府豊中市）[101] - 下部が現存[7][67]
- 池田市公会堂前（大阪府池田市）
- 東遊園地（神戸市中央区）
- ★諏訪山公園（神戸市中央区）[102] - 現存[39][67]
- 阪神甲子園球場前（兵庫県西宮市）
- 宝塚公園（兵庫県宝塚市）
- 三熊公園（兵庫県洲本市）
- 菖蒲池（奈良市）
- 生駒山上遊園地（奈良県生駒市）
- 御所ラジオ塔（奈良県御所市）[103]
- 本町公園（奈良市）
- 吉野山ラジオ塔（奈良県吉野郡吉野町）[104]
- 和歌浦ラジオ塔（和歌山市）[105]
- 天香山公園（和歌山県海南市）
- 田辺ラジオ塔（和歌山県田辺市）[106]

1940年（昭和15年）設置
- 満月寺浮御堂（大津市）
- 近江八幡ラジオ塔（滋賀県近江八幡市）[107]
- 西本願寺児童公園（京都市下京区）
- 高松公園（大阪市阿倍野区）
- 姫島公園（大阪市西淀川区）
- 高浜神社（大阪府吹田市）
- 泉殿宮（大阪府吹田市）
- 高槻町役場前（大阪府高槻市）
- 河内長野ラジオ塔（大阪府河内長野市）[108]
- 淡輪ラジオ塔（大阪府泉南郡岬町）[109]
- 須磨浦公園（神戸市須磨区）
- 再度公園（神戸市北区）
- 有馬町役場前（神戸市北区）
- 西宮ラジオ塔（兵庫県西宮市）[110]
- 夙川ラジオ塔（兵庫県西宮市）[111]
- 伊丹ラジオ塔（兵庫県伊丹市）[112]
- 武庫川ラジオ塔（兵庫県 所在自治体不明）[113]
- 大和高田ラジオ塔（奈良県大和高田市）[114]
- 郡山城五軒屋敷西側（奈良県大和郡山市）
- 丹波市ラジオ塔（奈良県天理市）[115]
- 紀三井寺（和歌山市）
- 淡嶋神社（和歌山市）
- 小竹八幡神社（和歌山県御坊市）

設置時期不明
- ★小松原児童公園（京都市北区）[82] - 現存[95][67]
- ★紫野柳公園のラジオ塔（京都市北区）[82] - 現存[95][67]
- ★萩児童公園（京都市左京区）[82] - 現存[95][67]
- ★御射山児童公園（京都市中京区）[82] - 現存[95][67]
- 白糸浜神社（京都府舞鶴市）
- ★中之島公園（大阪市中央区）[82] - 現存[7][67]
- ★成田山大阪別院明王院（大阪府寝屋川市） - 現存[67]
- 西宮市役所前（兵庫県西宮市）
- 田原本駅前（奈良県磯城郡田原本町）
- 金剛峯寺（和歌山県伊都郡高野町）

### 中国
1932年（昭和7年）設置
- 二河公園（広島県呉市）

1933年（昭和8年）設置
- 久松公園（鳥取市）
- ★松江城〔1基目〕 → NHK松江放送局（松江市） - 現存[67]。1933年に松江放送局開局記念として松江城二之丸に設置された[116]のち、景観改善のため1994年（平成6年）に移設[117]。
- 広島護国神社外苑（広島市中区）

1935年（昭和10年）設置
- 鶴山公園（岡山県津山市）

1936年（昭和11年）設置
- 松江城〔2基目〕（松江市）
- 赤間神宮（山口県下関市）

1939年（昭和14年）設置
- 湊山公園（鳥取県米子市）
- 打吹公園（鳥取県倉吉市）
- 浜田町中央広場（島根県浜田市）
- 出雲大社外苑（島根県出雲市）
- 出雲今市ラジオ塔（島根県出雲市）[118]
- 安来公園（島根県安来市）
- 益田町中央広場（島根県益田市）
- ★大藤公園[119] → 桑田公園（岡山市北区）- 現存[67]。大藤公園の廃止に伴い桑田公園に移設。
- ★最上稲荷[120]奥之院 龍王山一乗寺（岡山市北区）- 現存[121][122][67]
- 東山公園（岡山市中区）
- 西大寺（岡山市東区）
- 高梁ラジオ塔（岡山県高梁市）[123]
- 笠岡町渡船場（岡山県笠岡市）
- 鶴形山公園（岡山県倉敷市）
- 比治山公園（広島市南区）
- 三原ラジオ塔（広島県三原市）[124]
- 府中ラジオ塔（広島県 所在自治体不明）[125]
- 厳島神社宝物館前（広島県廿日市市）
- 速谷神社（広島県廿日市市）[126]
- 福山ラジオ塔（広島県福山市）[127]
- 鞆町渡船場（広島県福山市）
- 竹原町役場前（広島県竹原市）
- 忠海町中央広場（広島県竹原市）
- 千光寺公園（広島県尾道市）
- 松原公園[128]（広島県三次市）
- 三津ラジオ塔（広島県東広島市）[129]
- 井上公園（山口市）[130]
- 萩ラジオ塔（山口県萩市）[131]
- 徳山駅前（山口県周南市）
- 亀山八幡宮（山口県下関市）
- 錦帯橋詰（山口県岩国市）
- 早長八幡宮（山口県光市）
- 防府駅前（山口県防府市）

1940年（昭和15年）設置
- 青谷ラジオ塔（鳥取市）[132]
- 境ラジオ塔（鳥取県境港市）[133]
- 美保神社（松江市）
- 平田ラジオ塔（島根県出雲市）[134]
- 津和野ラジオ塔（島根県鹿足郡津和野町）[135]
- 片上ラジオ塔（岡山県備前市）[136]
- 東城駅前（広島県庄原市）
- 備中国総社宮（岡山県総社市）
- 吉田町役場前（広島県安芸高田市）
- 龍華寺（広島県世羅郡世羅町）
- 木江町役場前（広島県豊田郡大崎上島町）
- 西区運動場（山口県宇部市）
- 見初運動場（山口県宇部市）
- 厚狭駅前（山口県山陽小野田市）
- 小野田町役場（山口県山陽小野田市）
- 深川町湊漁業組合（山口県長門市）

設置時期不明
- 智頭町役場前（鳥取県八頭郡智頭町）
- 水祖神社（島根県隠岐郡隠岐の島町）
- 広瀬町公会堂前（島根県安来市）
- 濱田護國神社（島根県浜田市）
- ★上伊福西公園（岡山市北区）- 現存[121][67]
- 観音町総合鍛錬場（広島市西区）
- 可部町中央広場（広島市安佐北区）
- 下松駅前（山口県下松市）
- 門脇会館前（山口県柳井市）

### 四国
1932年（昭和7年）設置
- 高知公園（高知市）

1933年（昭和8年）設置
- ★徳島中央公園 太鼓櫓跡（徳島市） - 現存。1983年（昭和58年）改修、機能復元[137][138][67]。「とくしま市民遺産」指定[139]。

1935年（昭和10年）設置
- ★塩釜神社（香川県三豊市）[140] - 現存[67][141]。1957年（昭和32年） 「流下式塩田竣功記念」の銘鈑貼付。地域の事業竣功記念のために設置されたラジオ塔はあるが、これはラジオ塔がのちに記念碑に転用された珍しい事例[142][143]。

1939年（昭和14年）設置
- 眉山公園（徳島市）
- 琴弾公園（香川県観音寺市）
- 桃陵公園（香川県仲多度郡多度津町）
- 道後公園（松山市）
- 八旛神社（愛媛県八幡浜市）
- 新居浜市役所前（愛媛県新居浜市）
- 昭翠園（愛媛県宇和島市）
- 大洲城（愛媛県大洲市）
- 吹揚公園（愛媛県今治市）

1940年（昭和15年）設置
- 江川遊園地（徳島県吉野川市）
- 撫養町役場 鳳鳴閣（徳島県鳴門市）
- 栗林公園 商工奨励館前（高松市）
- 石清尾八幡宮 絵馬堂横（高松市）
- 坂出ラジオ塔（香川県坂出市）[144]
- 平井ラジオ塔（香川県木田郡三木町）[145]
- 宇和ラジオ塔（愛媛県西予市）[146]
- 安藤神社（愛媛県宇和島市）
- 長浜町松原グラウンド（愛媛県大洲市）
- 波止浜ラジオ塔（愛媛県今治市）[147]
- 南郡中駅（愛媛県伊予市）
- 使者屋橋詰（高知市）
- 一條神社（高知県四万十市）

設置時期不明
- 小松島ラジオ塔（徳島県小松島市）[148]
- 丸亀駅前（香川県丸亀市）
- ★長尾寺（香川県さぬき市） - 現存[67]
- 高浜船車発着場（松山市）
- 室戸ラジオ塔（高知県室戸市）[149]

### 九州・沖縄
1932年（昭和7年）設置
- 水上公園（福岡市中央区）
- 東公園（福岡市博多区）
- 勝山公園（北九州市小倉北区）
- 宮田ラジオ塔（北九州市八幡東区）[150]
- 若松恵比須神社（北九州市若松区）
- 老松公園（北九州市門司区）
- 花畑公園（熊本市中央区）

1935年（昭和10年）設置
- 飛幡八幡宮（北九州市戸畑区）

1936年（昭和11年）設置
- 豊山公園（北九州市八幡東区）
- ★長崎公園（長崎市） - 現存[67]。1983年（昭和59年）修復、機能復元[151][152][153]

1937年（昭和12年）設置
- 大濠公園（福岡市中央区）

1938年（昭和13年）設置
- 湊公園（長崎市）

1939年（昭和14年）設置
- 足立公園（北九州市小倉北区）
- 到津八幡神社（北九州市小倉北区）
- 戸畑市公会堂前（北九州市戸畑区）
- 佐藤公園（北九州市若松区）
- 直方市役所前（福岡県直方市）
- 飯塚商工会議所前（福岡県飯塚市）
- 久留米市役所前（福岡県久留米市）
- 八女ラジオ塔（福岡県八女市）[154]
- 太宰府ラジオ塔（福岡県太宰府市）[155]
- 大手口広場（佐賀県唐津市）
- 佐世保ラジオ塔（長崎県佐世保市）[156]
- 亀山八幡宮（長崎県佐世保市）[157]
- 雲仙公園ラジオ塔（長崎県雲仙市）[158]
- 加藤神社（熊本市中央区）
- 代継宮（熊本市北区）
- 北岡神社（熊本市西区）
- 塩屋八幡宮（熊本県八代市）
- 日奈久ラジオ塔（熊本県八代市）[159]
- 山鹿ラジオ塔（熊本県山鹿市）[160]
- 春日神社（大分市）
- 中津ラジオ塔（大分県中津市）[161]
- 海門寺公園（大分県別府市）
- 松原公園（大分県別府市）
- 宮崎市公会堂前（宮崎市）
- 延岡駅構内（宮崎県延岡市）
- 都城市公会堂前（宮崎県都城市）
- 神柱宮（宮崎県都城市）
- 祇園之洲公園（鹿児島市）
- 鴨池公園（鹿児島市）
- 南林寺公園（鹿児島市）

1940年（昭和15年）設置
- 西公園（福岡市中央区）
- 住吉神社（福岡市博多区）
- 延命公園（福岡県大牟田市）
- 津屋崎町役場（福岡県福津市）
- 風治八幡宮（福岡県田川市）
- 丸山公園（福岡県田川市）
- 伊万里ラジオ塔（佐賀県伊万里市）[162]
- 小浜ラジオ塔（長崎県雲仙市）[163]
- 亀岡公園（長崎県平戸市）[164]
- 諫早公園広馬場（長崎県諫早市）
- 大村公園（長崎県大村市）
- 三角駅構内（熊本県宇城市）
- 人吉城公園（熊本県人吉市）[165]
- 広瀬神社（大分県竹田市）
- 佐伯市役所（大分県佐伯市）
- 延岡ラジオ塔（宮崎県延岡市）[166]
- こどものくに（宮崎市）
- 摺ヶ浜（鹿児島県指宿市）[167]
- 竹田神社（鹿児島県南さつま市）
- 鹿屋信用組合横広場（鹿児島県鹿屋市）
- 志布志駅前（鹿児島県志布志市）
- 阿久根町役場（鹿児島県阿久根市）

1941年（昭和16年）設置
- 柳河町役場前（福岡県柳川市）

設置時期不明
- 黄金公園（北九州市小倉北区）
- 到津ラジオ塔（北九州市小倉北区）[168]
- 大牟田神社（福岡県大牟田市）
- 船小屋ラジオ塔（福岡県筑後市）[169]
- 武蔵温泉案内所（福岡県筑紫野市）
- 旭屋デパート横広場（福岡県久留米市）
- 三柱神社（福岡県柳川市）[170]
- 嬉野温泉公園（佐賀県嬉野市）
- 羽衣町出島岸壁前（長崎市）
- 茂木汐見崎ラジオ塔（長崎市）[171]
- ★旧西海市立崎戸小学校（長崎県西海市）[82] - 現存[67]
- 福江港岸壁（長崎県五島市）
- 島原市役所前（長崎県島原市）
- 御船ラジオ塔（熊本県上益城郡御船町）[172]
- 甲佐ラジオ塔（熊本県上益城郡甲佐町）[173]
- 隈府町役場（熊本県菊池市）
- 宮地町役場（熊本県阿蘇市）
- 内牧ラジオ塔（熊本県阿蘇市）[174]
- 松橋ラジオ塔（熊本県宇城市）[175]
- 長浜神社（大分市）
- 宇佐神宮（大分県宇佐市）
- 臼杵町役場（大分県臼杵市）
- 高鍋ラジオ塔（宮崎県児湯郡高鍋町）[176]
- 飫肥町役場（宮崎県日南市）
- 小林駅前（宮崎県小林市）
- 本庄警部補派出所前広場（宮崎県東諸県郡国富町）
- 霧島神宮（鹿児島県霧島市）
- 加治木町網掛橋詰（鹿児島県姶良市）[177]
- 出水公会堂前（鹿児島県出水市）
- 末吉町役場前（鹿児島県曽於市）
- 垂水港桟橋前（鹿児島県垂水市）
- 薩摩大口駅前（鹿児島県伊佐市）
- 波上宮（那覇市）
- 首里ラジオ塔（那覇市）[178]

### 旧外地など
1934年（昭和9年）設置
- ★二二八和平公園（台湾 台北市中正区 台湾放送協会による設置） - 台湾広播電台放送亭として現存。市の「古蹟」

1940年（昭和15年）設置
- 景徳寺〔当時〕（南樺太 ユジノサハリンスク）

1941年（昭和16年）設置
- 真岡ラジオ塔（南樺太 ホルムスク）[179]

設置時期不明
- ★台中公園（台湾 台中市北区 台湾放送協会による設置）[67] - 放送電台拡音台（旧称:放送頭）として現存[180]
- ★屏東公園（台湾 屏東市 台湾放送協会による設置） - 現存[67]

### ギャラリー

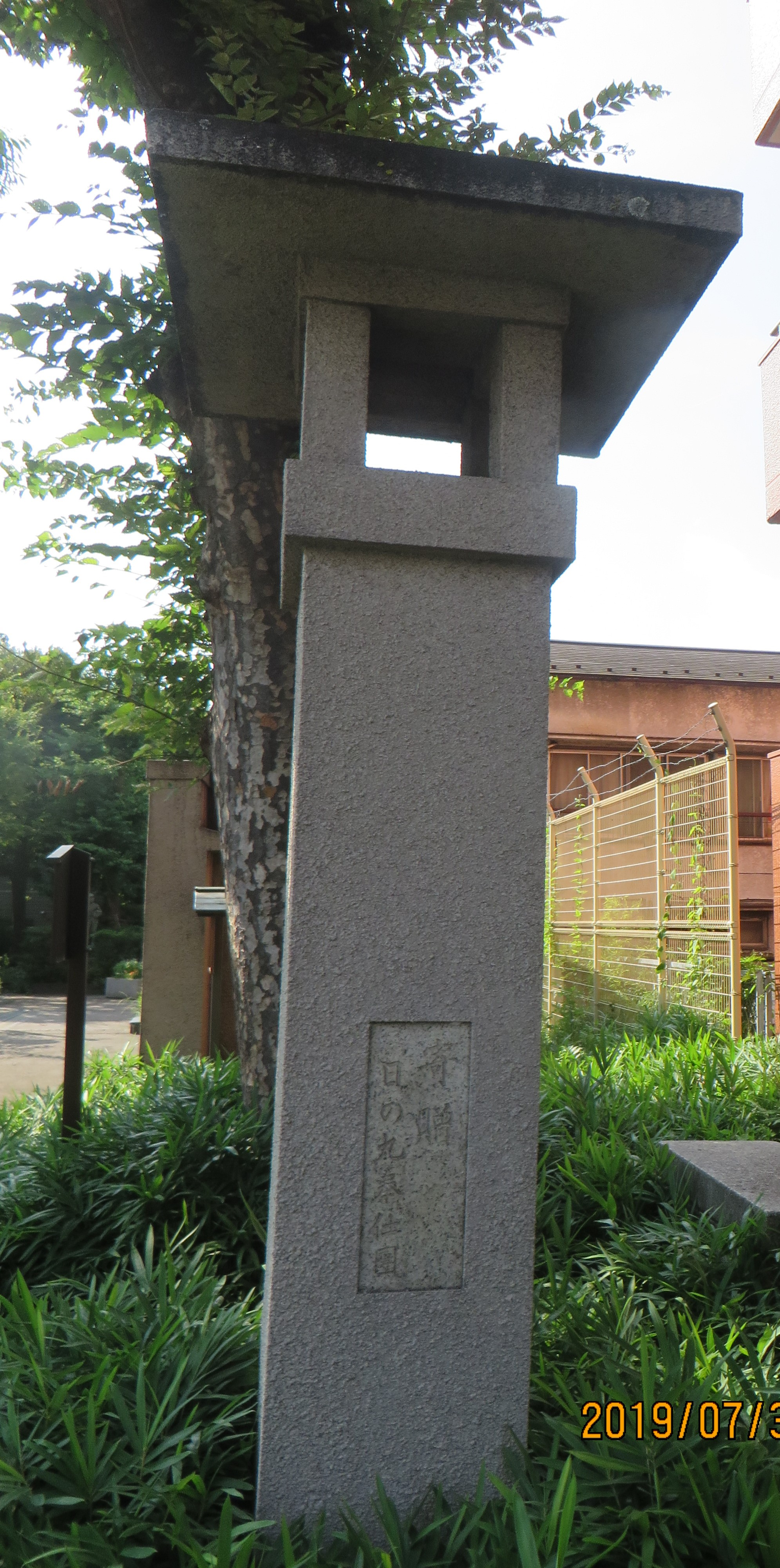
聖蹟公園のラヂオ塔（東京都品川区）
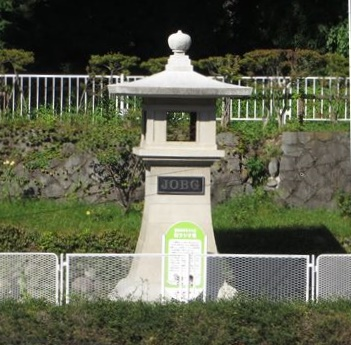
るなぱあくのラヂオ塔（前橋市） 登録有形文化財
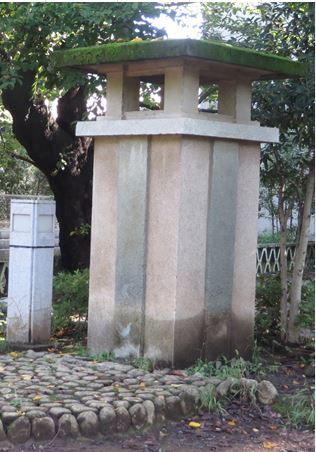
調（つきのみや）公園のラヂオ塔（さいたま市浦和区）
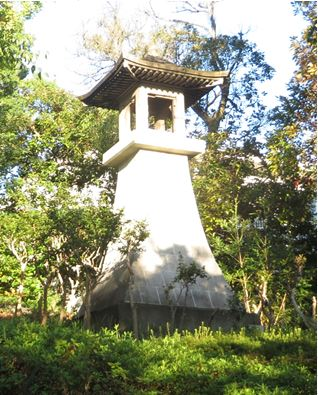
野毛山公園のラジオ塔（横浜市西区）
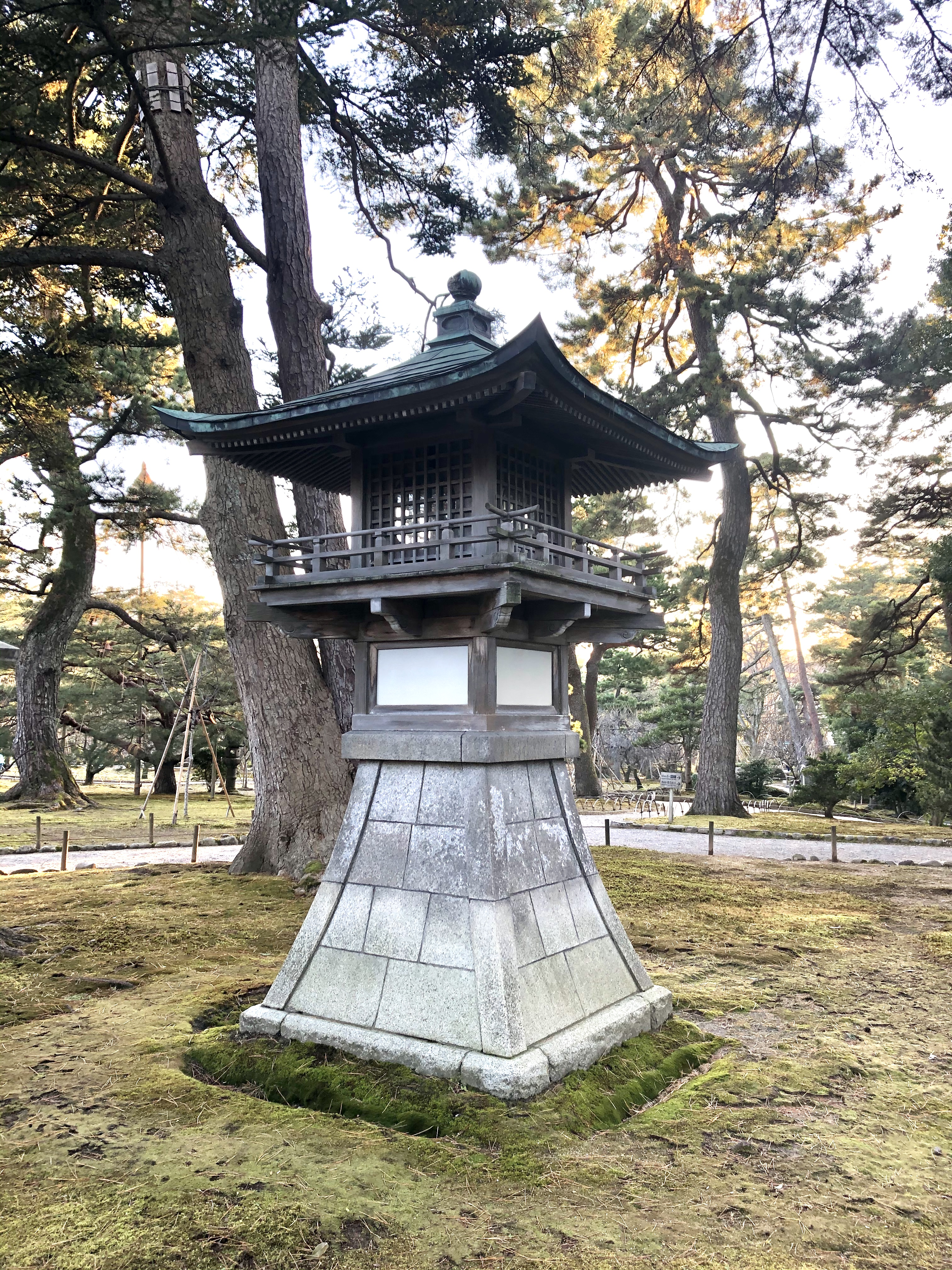
兼六園のラジオ塔（金沢市）
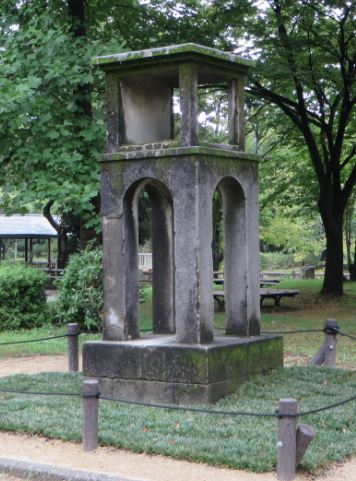
志賀公園のラジオ塔（名古屋市北区）
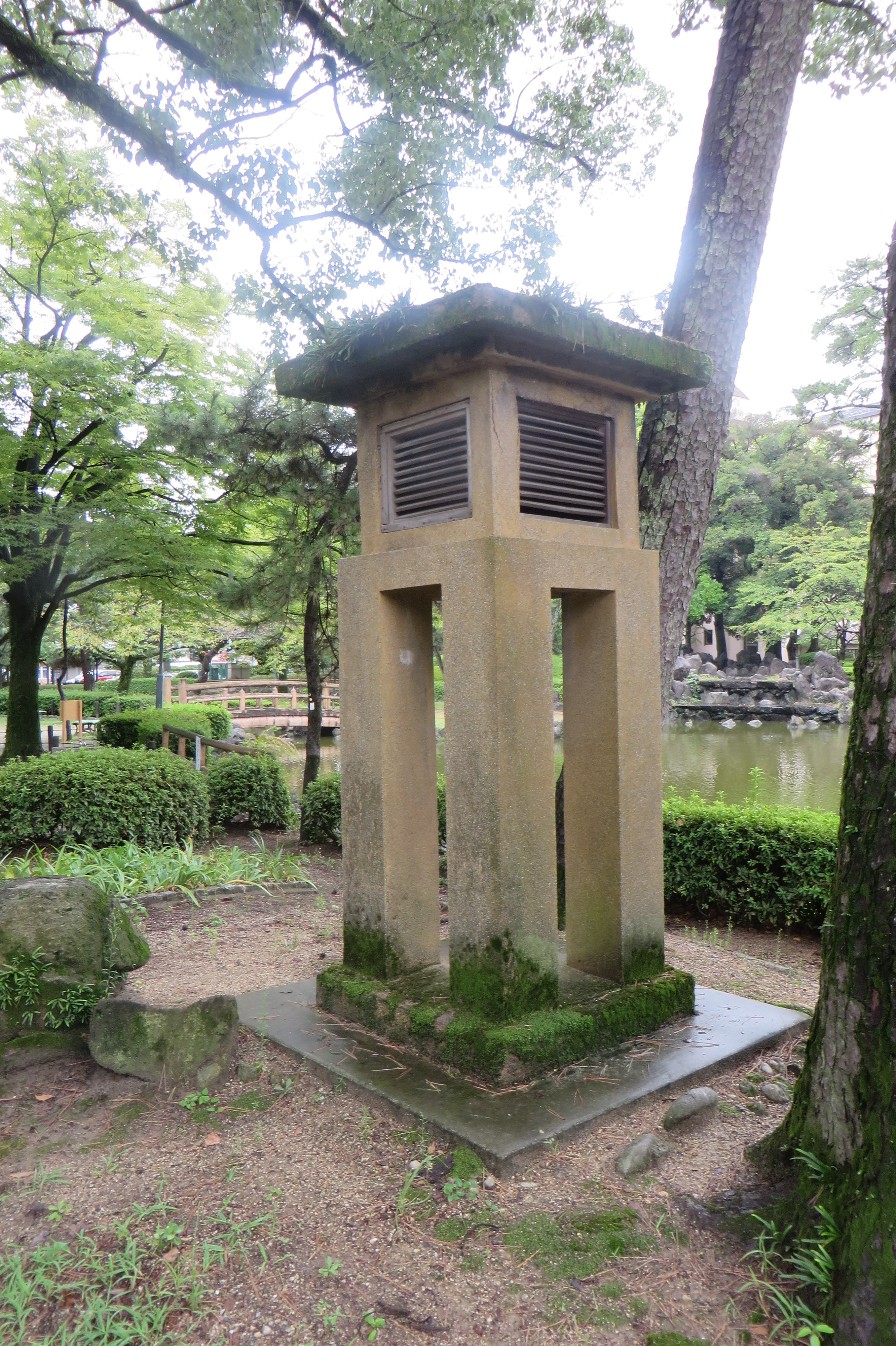
中村公園のラジオ塔（名古屋市中村区）
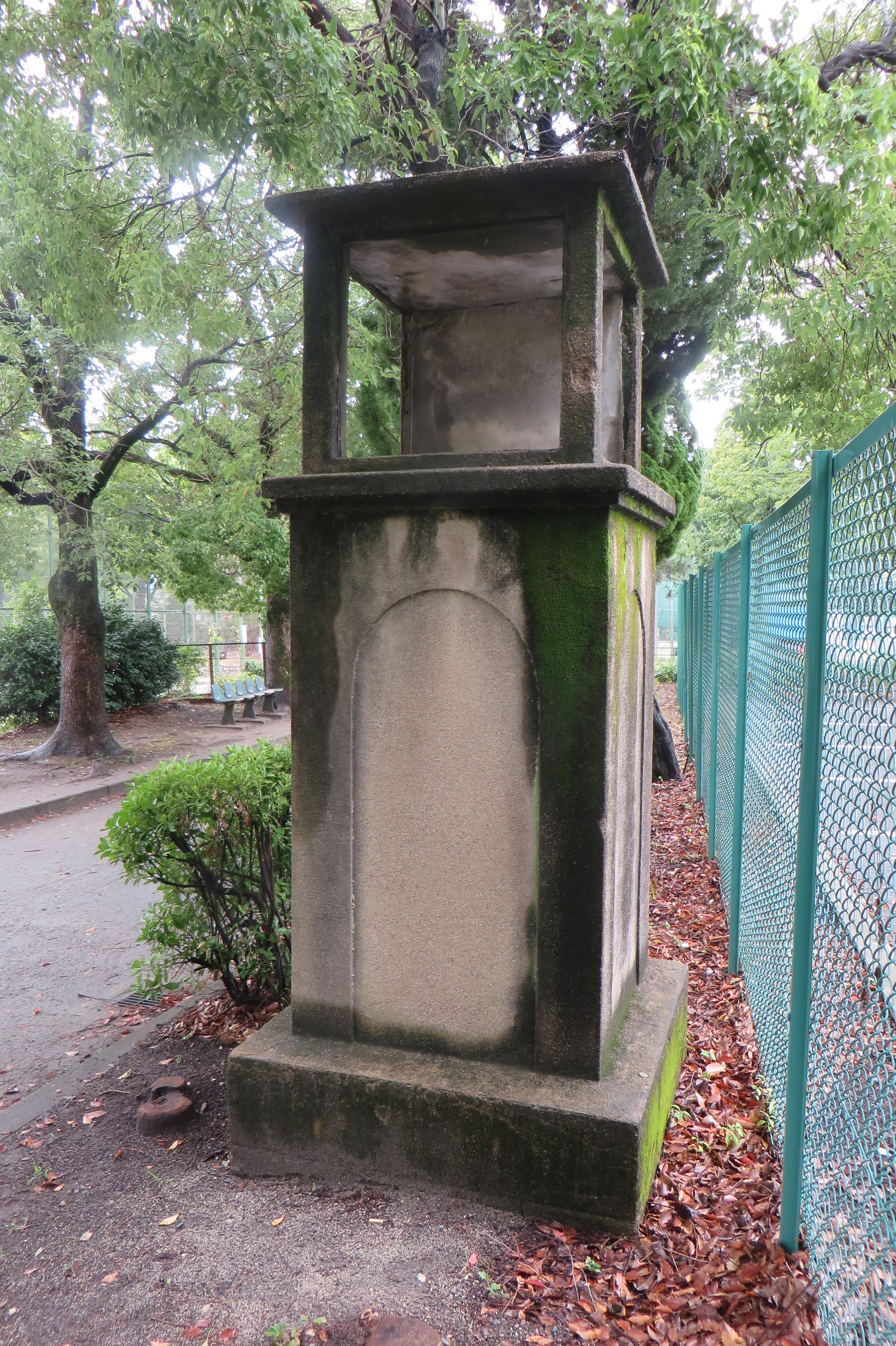
松葉公園のラジオ塔（名古屋市中川区）
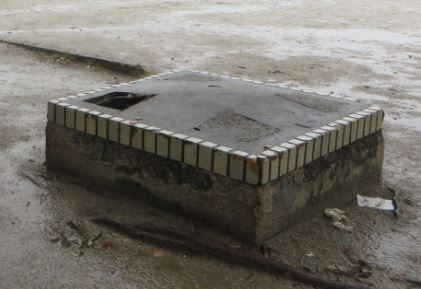
道徳公園のラジオ塔跡（名古屋市南区）
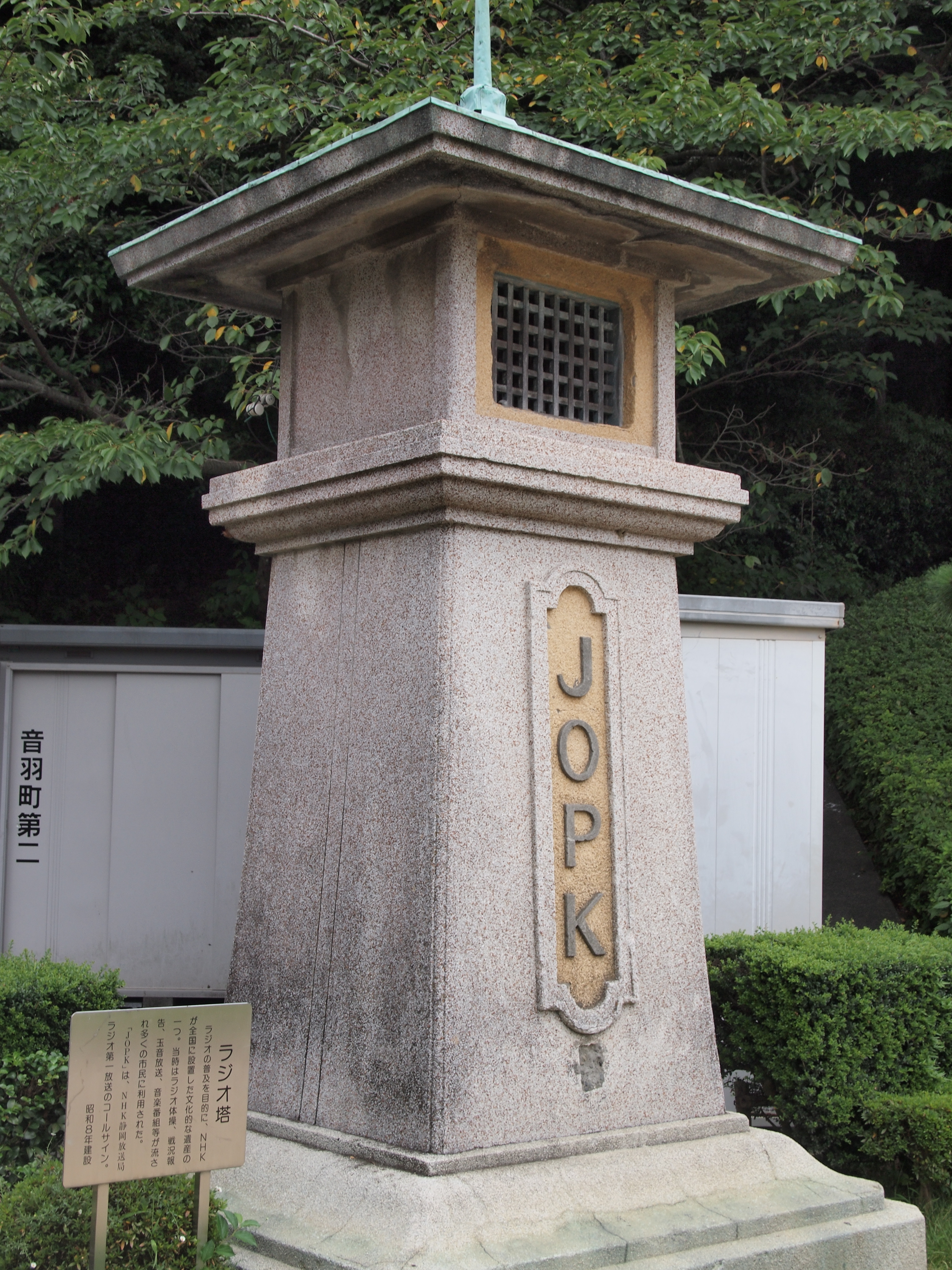
清水山公園（静岡市葵区）に残るラヂオ塔
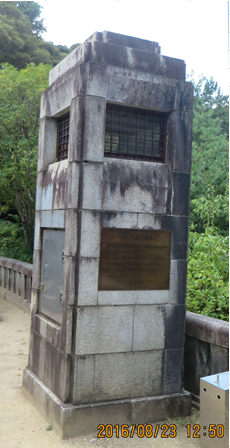
船岡山公園のラヂオ塔（京都市北区）
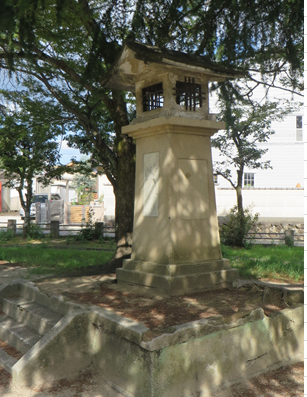
小松原（児童）公園のラヂオ塔（京都市北区）
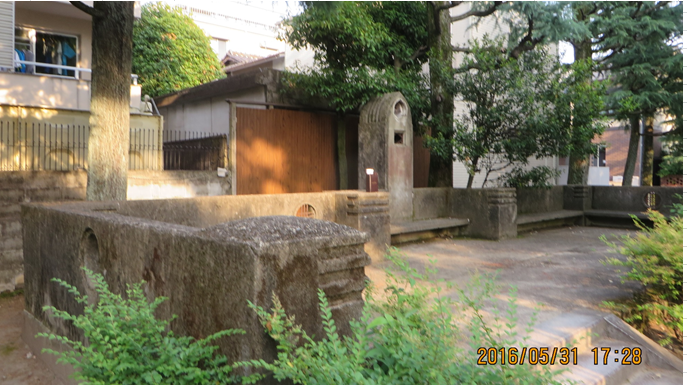
紫野柳公園のラヂオ塔（京都市北区）
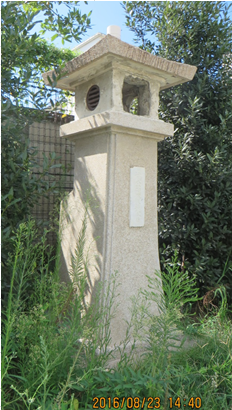
橘公園のラヂオ塔（京都市上京区）
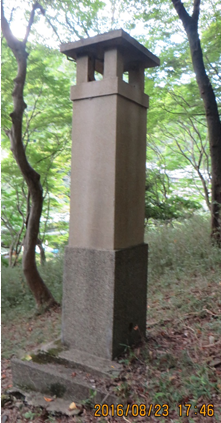
ケーブル八瀬駅付近のラヂオ塔（京都市左京区）
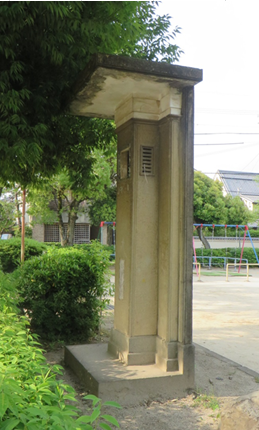
萩児童公園のラヂオ塔（京都市左京区）
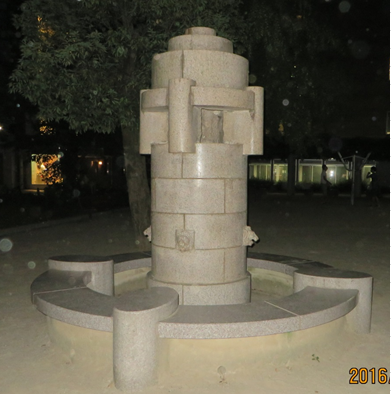
御射山（児童）公園のラヂオ塔（京都市中京区）
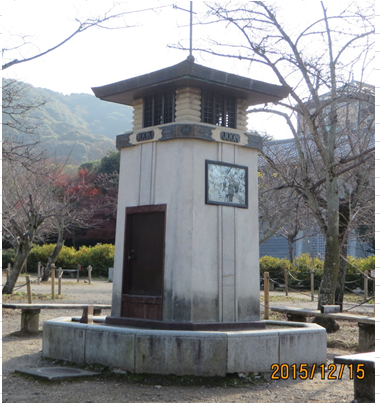
円山公園のラヂオ塔（京都市東山区）
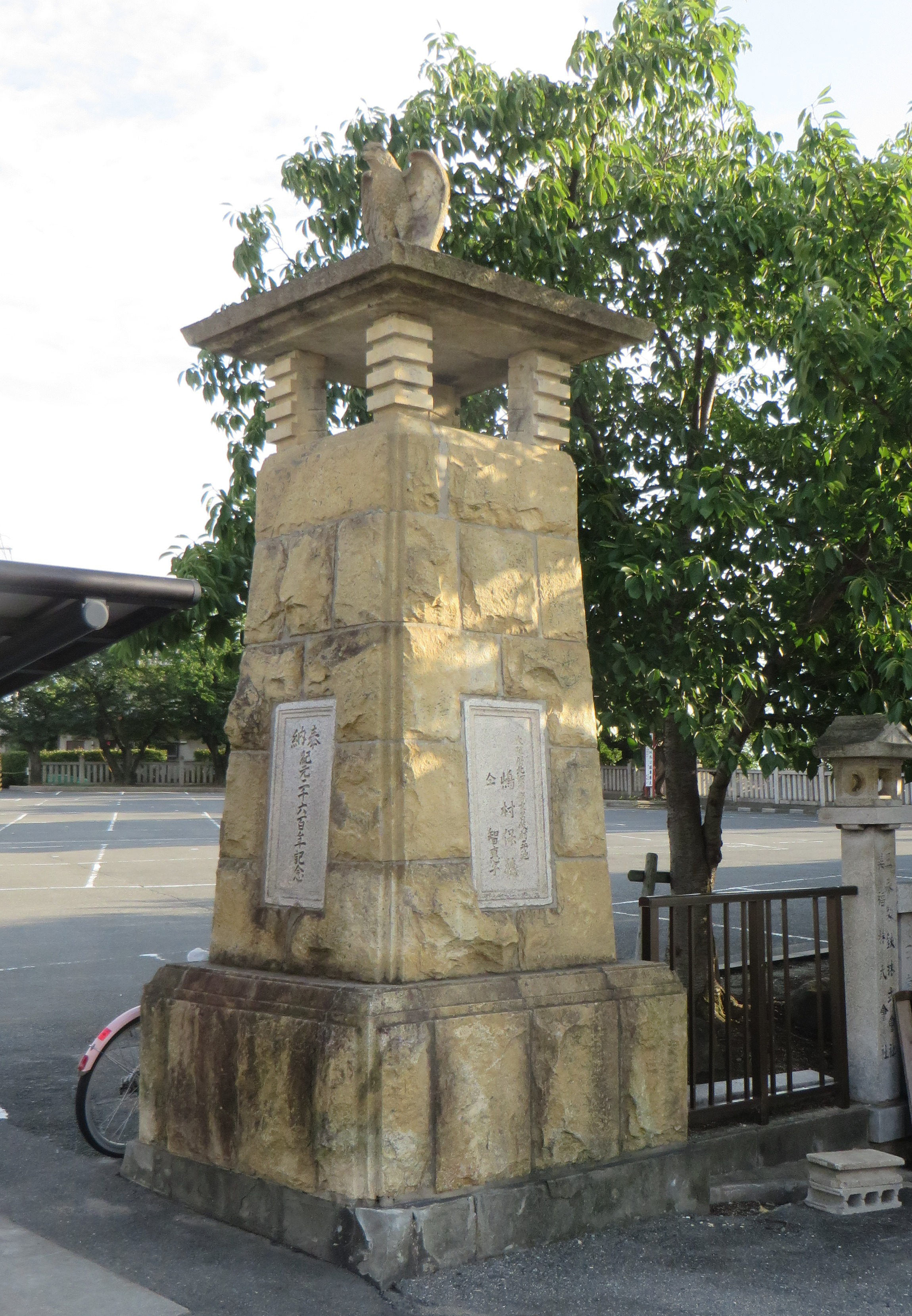
成田山不動尊（大阪別院明王院）のラヂオ塔（寝屋川市）
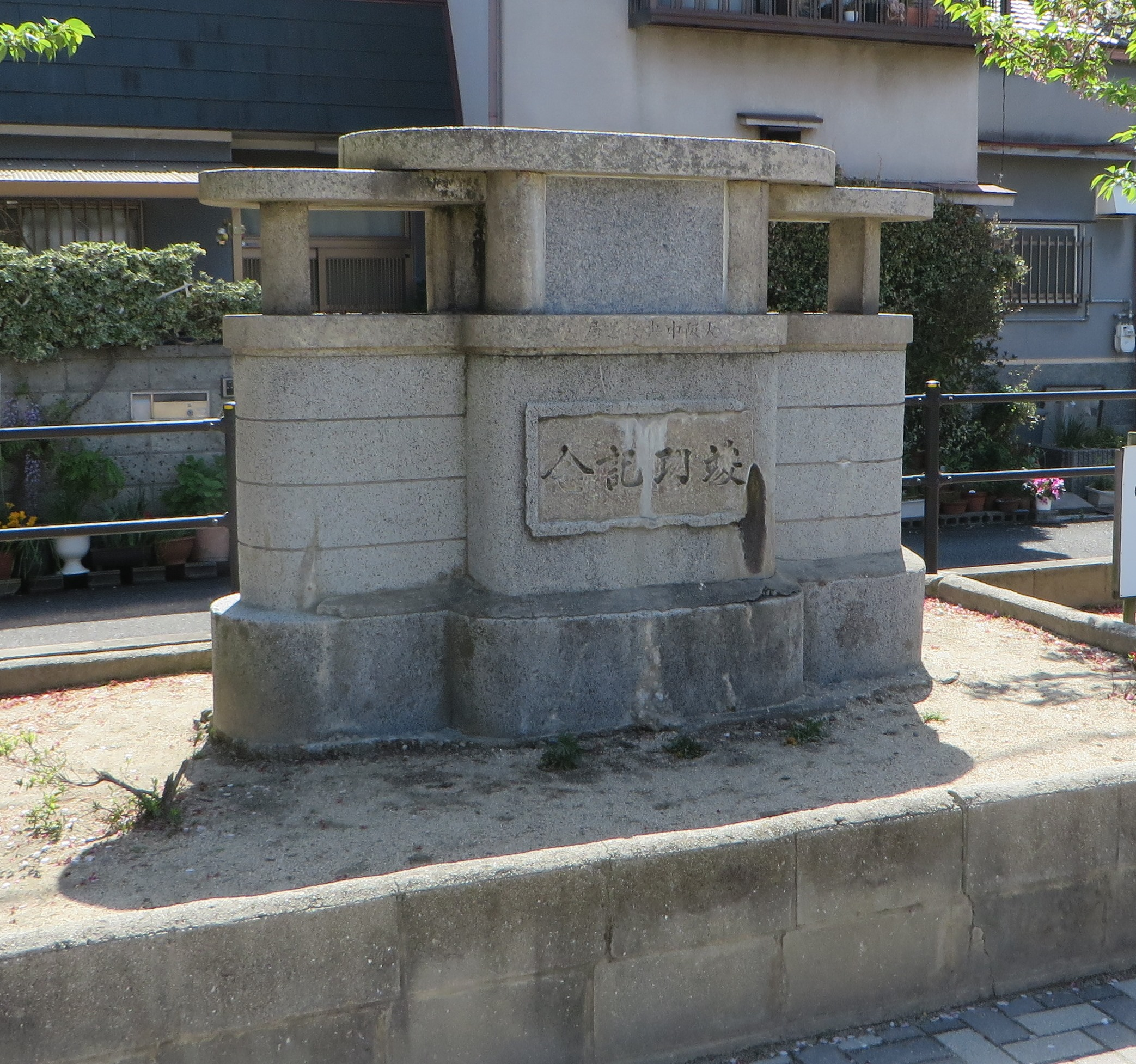
大和公園のラヂオ塔（東大阪市）
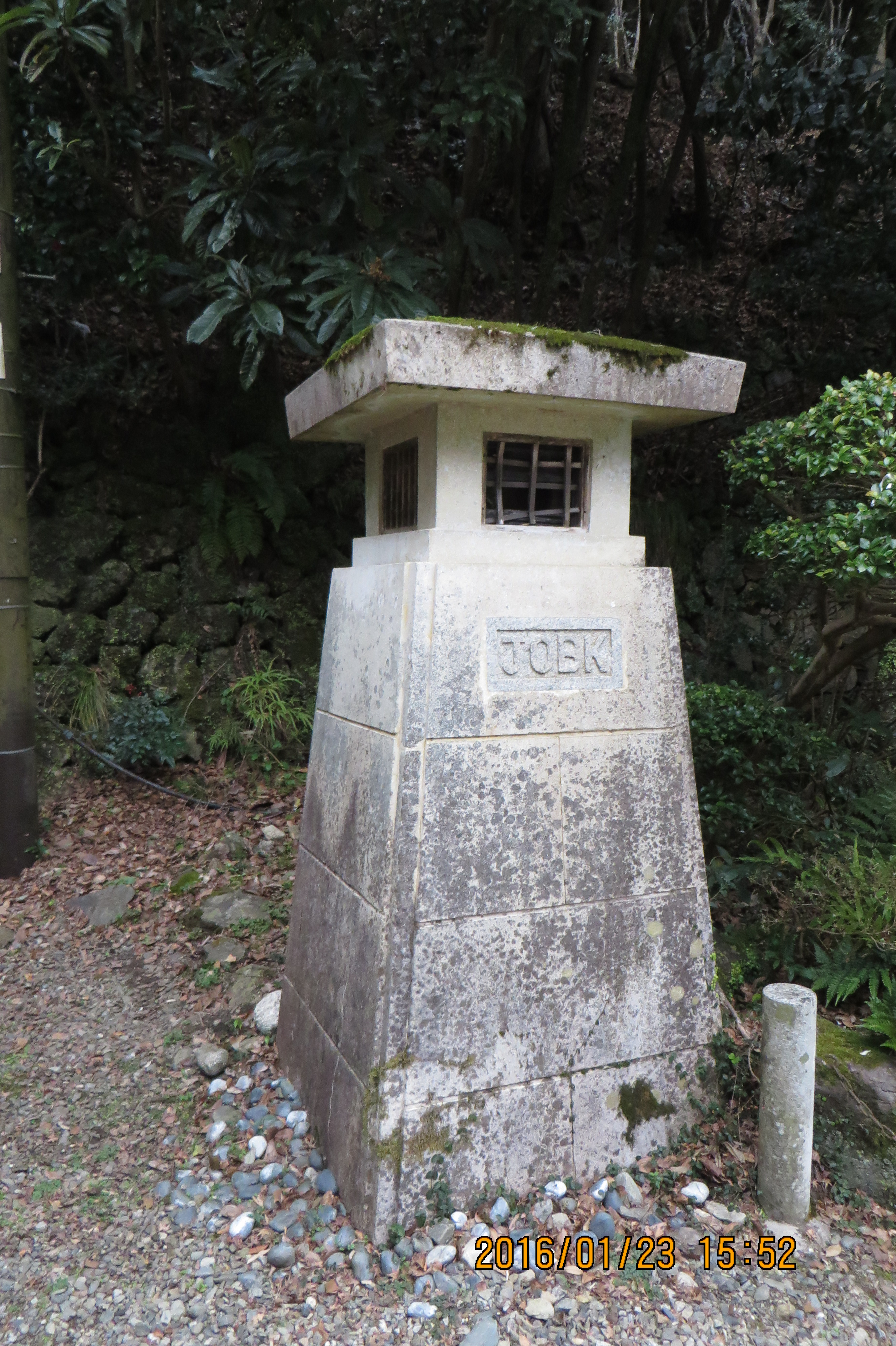
箕面公園・瀧安寺境内のラヂオ塔（大阪府箕面市）
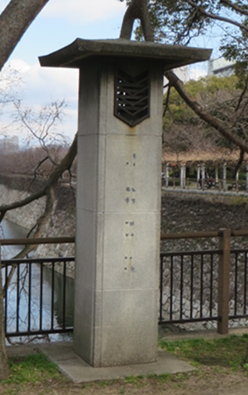
大阪城公園のラヂオ塔（大阪市中央区）
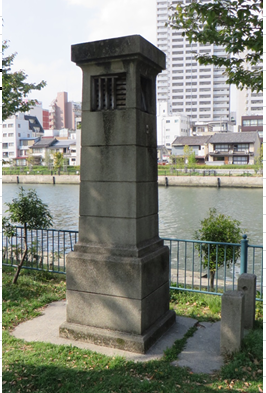
中之島公園のラヂオ塔（大阪市中央区）
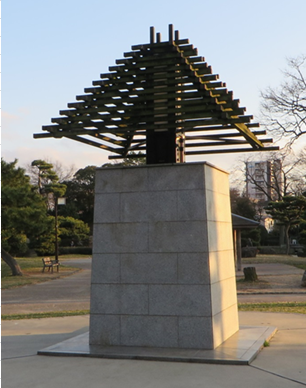
住吉公園のラヂオ塔（1933年建塔後、1993年リニューアル新塔）（大阪市住吉区）
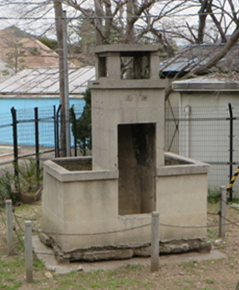
大浜公園のラヂオ塔（1933年建塔）（堺市堺区）
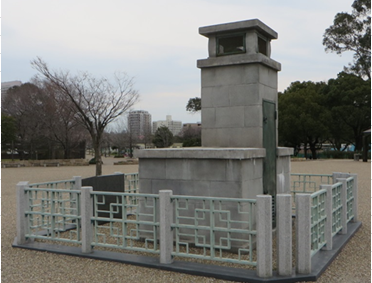
大浜公園のラヂオ塔（レプリカ2011年建塔）（堺市堺区）
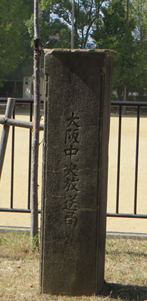
大曽公園のラヂオ塔の残存下部柱（豊中市）
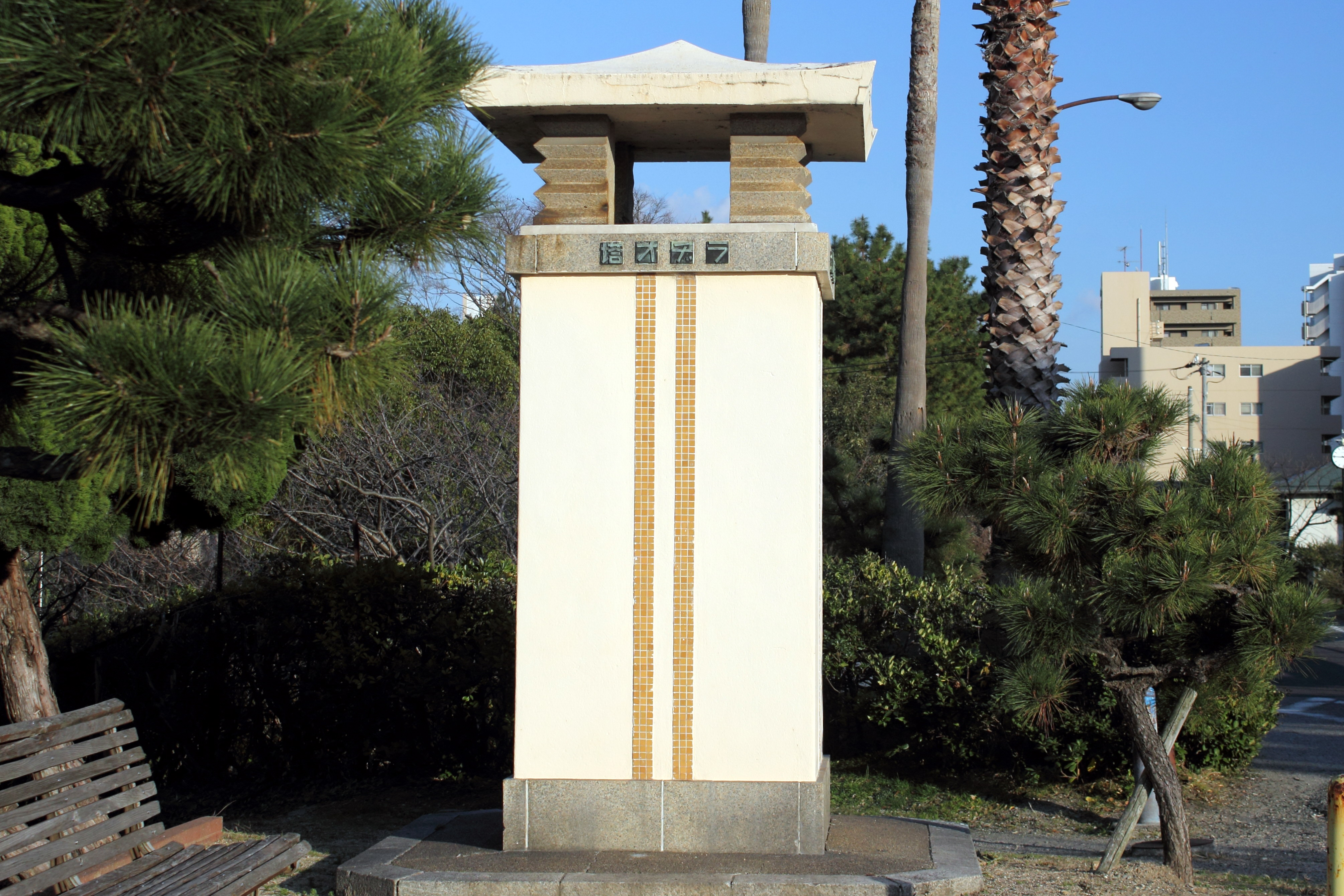
中崎遊園地ラヂオ塔（明石市）　登録有形文化財
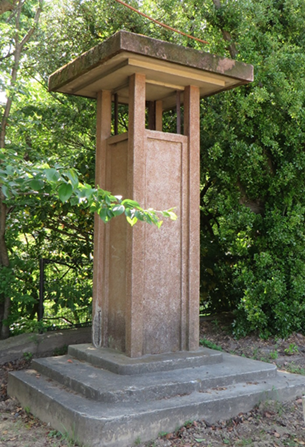
諏訪山公園のラヂオ塔（神戸市中央区）
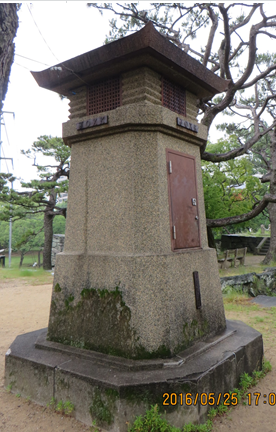
徳島中央公園のラヂオ塔（徳島市）
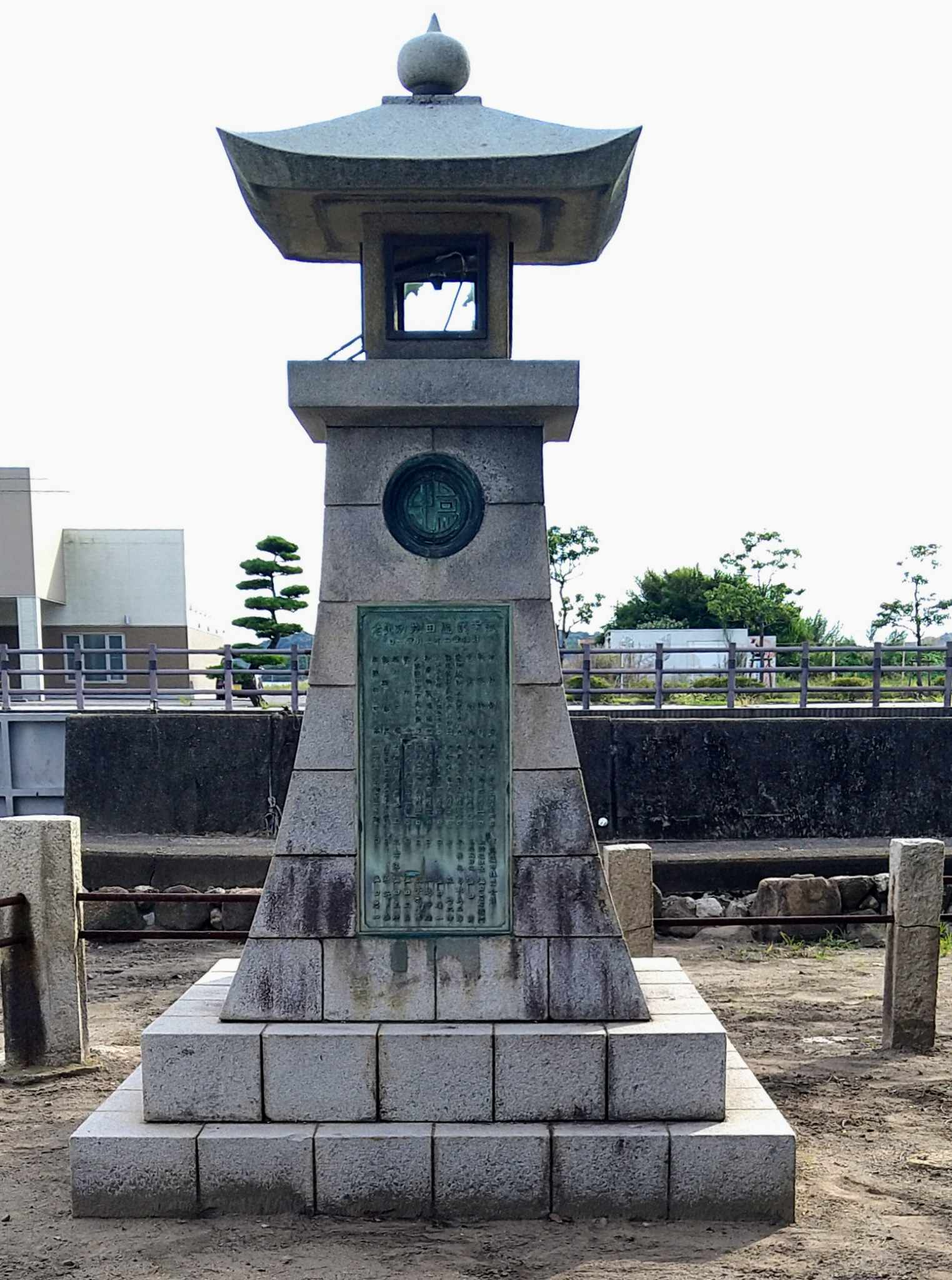
塩釜神社のラヂオ塔（三豊市仁尾町）
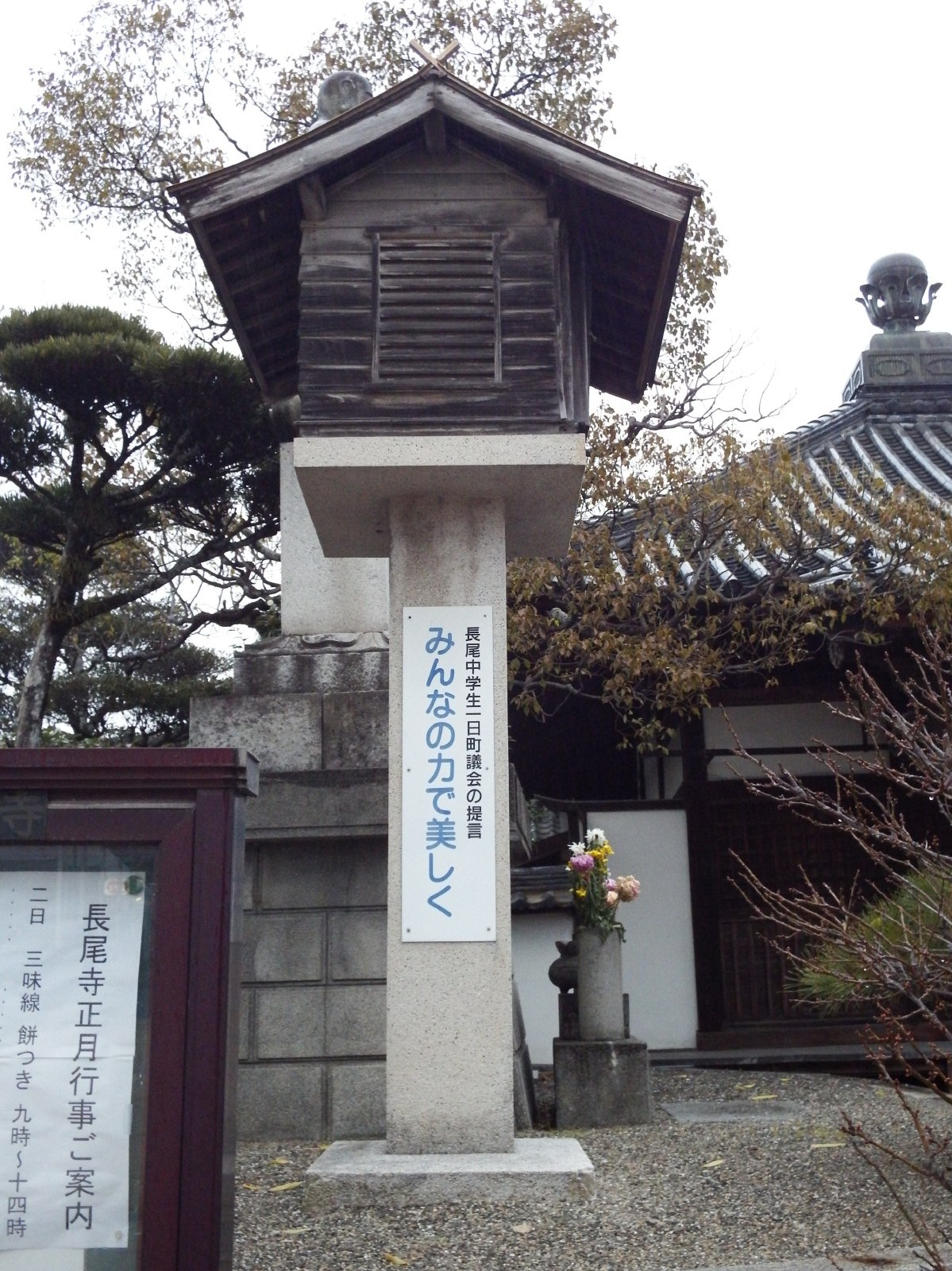
長尾寺のラヂオ塔（さぬき市）
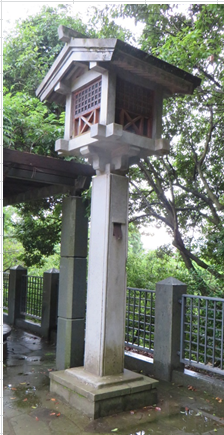
長崎公園のラヂオ塔（長崎市）
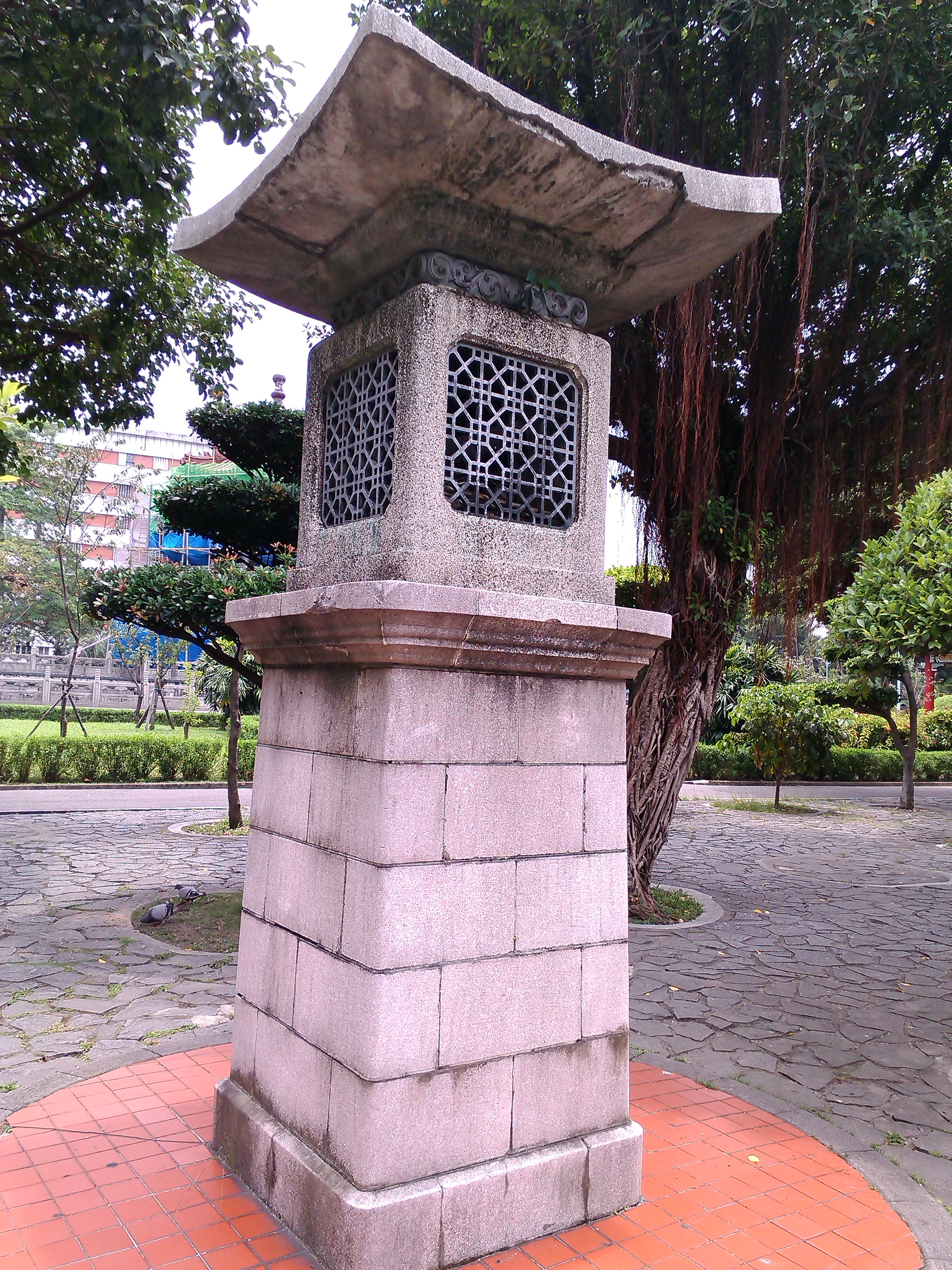
台湾広播電台放送亭